# 张立萍
张立萍（1965年8月3日—），也作张丽萍，湖北武汉人，女高音歌唱家，曾任中央音乐学院声乐及歌剧系主任，中华人民共和国十二、十三、十四届政协委员，中国音乐家协会委员，现任香港中文大学（深圳）音乐学院副院长（教员）。

## 生平
1965年生于中国湖北武汉，1989年毕业于中央音乐学院声乐系，1990年去加拿大温哥华音乐学院留学。1992年加入温哥华歌剧院。之后曾纽约大都会歌剧院、巴黎歌剧院、巴塞罗那歌剧院、柏林歌剧院举行演出。2002年在伦敦皇家歌剧院举行首演。2008年10月EMI Classics发行了她的首张唱片。2021年8月3日被聘为深圳音乐学院首批教师。